# Michèle Fichtner
Michèle Fichtner (* 16. Februar 1988 in Düsseldorf) ist eine deutsche Schauspielerin und Psychologin.

## Leben
Michèle Fichtner absolvierte ihr Schauspielstudium von 2008 bis 2012 an der Folkwang Universität der Künste in Essen und studierte an der University of the Arts in Philadelphia, PA. Sie ist mehrfache Bundespreisträgerin bei Jugend musiziert, steht auf der Bühne und spielt im Film und TV. Sie wirkte in verschiedensten Produktionen für ARD, ZDF, Sat1 & RTL bei Wilsberg, Inga Lindström, Polizeiruf Magdeburg etc. mit. Nach ihrem Studium folgte ein Engagement an den Schauspielbühnen Stuttgart. Daraufhin stand Michèle Fichtner in der Welturaufführung des von Xavier Naidoo komponierten Theaterstücks Timm Thaler in der neugeschriebenen Rolle der Marie Blanche auf der Bühne des Staatstheaters Darmstadt. Neben weiterem Bühnenengagement, wie der Titelrolle im gleichnamigen Stück „Aschenputtel“ bei den Gebrüder Grimm Festspielen, spielte Michèle Fichtner mehrere Jahre die Rolle der Janet Weiss in der Rocky Horror Show auf Tournee sowie im Theater Magdeburg unter der Regie von Ulrich Wiggers. Im Theater des Westens Berlin und im deutschen Theater München spielte sie die Originalversion von Bob Fosses Chicago. Danach folgte ein zweijähriges Engagement am Staatstheater Kassel. Derzeit ist sie als Roxie Hart in Chicago unter der Regie von Reinhardt Friese zu sehen.
Zudem hat Michèle Fichtner an der bergischen Universität Wuppertal und der Schumpeter Businessschool Organisationspsychologie studiert und arbeitet international als Coach und Berater, indem sie Unternehmen kulturell in Transformationsprozessen begleitet und berät.

## Filmographie
- 2012: Wohin der Weg mich führt, ARD[1]
- 2013: More than friendship, Kino
- 2014–2015: Alles was zählt, RTL
- 2015: Wilsberg – Bittere Pillen, ZDF
- 2016: Inga Lindström, ARD
- 2018: Polizeiruf Magdeburg, NDR
- 2019: Notruf Hafenkante, ZDF
- 2019: Das tote Mädchen am Strand, ZDF
- 2020: Das Verhör in der Nacht (Fernsehfilm)